# Limnesia marshallae
Limnesia marshallae är en kvalsterart som först beskrevs av Viets 1938.  Limnesia marshallae ingår i släktet Limnesia och familjen Limnesiidae. Inga underarter finns listade i Catalogue of Life.